# Tovomita macrocarpa
Tovomita macrocarpa är en tvåhjärtbladig växtart som beskrevs av José Cuatrecasas. Tovomita macrocarpa ingår i släktet Tovomita och familjen Clusiaceae. Inga underarter finns listade i Catalogue of Life.